# Corredor (futbol americà)

Posició dels running backs (FB i HB) a l'inici de jugada.

El corredor, o running back (RB) en anglès, és un tipus de jugador ofensiu de futbol americà. Se l'anomena així per què és el que ha de córrer en les jugades de correguda.
La seva posició és normalment per darrere del rerequart, a l'inici de la jugada, i la seva funció és rebre la pilota d'aquest per iniciar una correguda, i avançar el màxim de iardes possible.
Els running backs es divideixen en dos tipus principals: els fullbacks (FB), també anomenat corredor de potència, són jugadors més potents i forts, i acostumen a córrer contra els defensors; i els halfbacks (HB), o corredor d'habilitat, acostumen a ser més lleugers i ràpids, i corren esquivant els adversaris.
Si la jugada que inicia el rerequart no és de correguda, els corredors acostumen a ajudar a la cobertura del rerequart mentre realitza un passi llarg (sobre tot els fullbacks, que són més forts), o de vegades busquen posicions per oferir al seu company una jugada de passi curt (els halfbacks aprofitant la seva habilitat).